# Francesco Angeloni

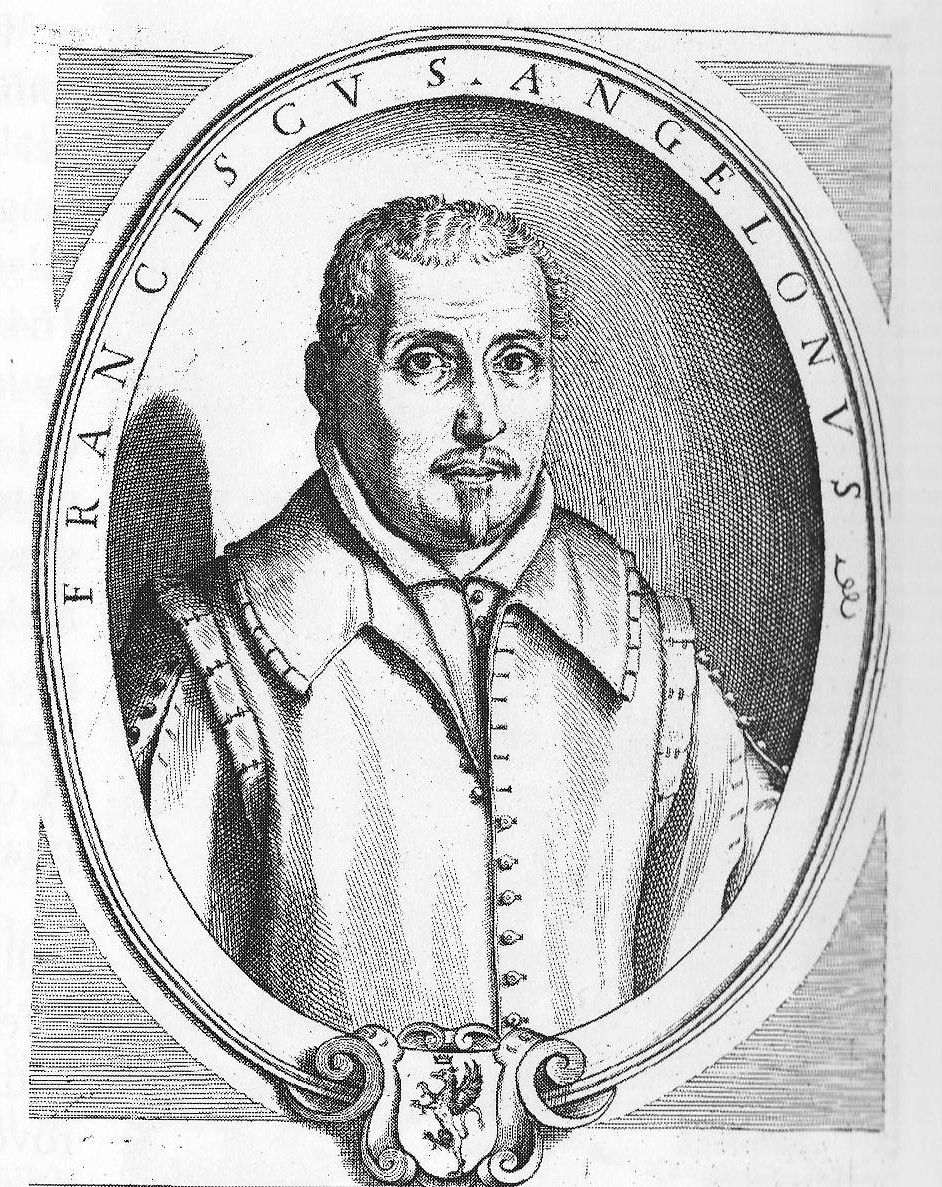
Francesco Angeloni

Francesco Angeloni (* 1587 in Terni; † 29. November 1652 in Rom) war ein italienischer Antiquar, Beamter der Kurie, Schriftsteller und Sammler.

## Leben und Werk
Francesco Angeloni wurde als Sohn von Giovan Pietro Angeloni und Prantilla Pontani in Terni, das damals zum Kirchenstaat gehörte, geboren. Nach dem Studium in Perugia ging er um 1602/1603 nach Rom, wo er auf Empfehlung von Erminio Valenti (1564–1618) als Sekretär in den Dienst Kardinal Ippolito Aldobrandinis, später Papst Clemens VIII., trat.
1605 wurde Camillo Borghese als Paul V. zum Papst gewählt. Angeloni, der an den Krönungsfeierlichkeiten teilnahm, schrieb darüber einen Bericht, den er 1606 in Rom unter dem Titel Relatione et viaggio fatto dalla S. t. di N. s. re Papa Paolo V nell’andare a prendere il possesso della sacrosanta basilica lateranense veröffentlichte. In der Folge wurde er in der Kurie als protonotario apostolico eingestellt, einem Gremium von elf Notaren, die Akten der päpstlichen Verwaltung betreuten.
Angeloni besaß ein Haus in der Via Orsina auf dem Pincio, wo ab 1634 auch sein Neffe Giovanni Pietro Bellori lebte. In seinem Testament vermachte er Haus und Sammlung seinem Neffen, der nach Angelonis Tod jedoch nur das Haus behielt, während sich die Familie der Sammlung bemächtigte.
Die nach Angelonis Tod zerstreute Sammlung enthielt rund 600 Zeichnungen von Annibale Carracci, eine umfangreiche Bibliothek und ein ungewöhnlich vielfältiges der damals beliebten Kuriositätenkabinette.
Angeloni widmete einen großen Teil seines Lebens dem Sammeln antiker Münzen und Medaillen, er sammelte Bücher, Bilder und Grafiken sowie archäologische Artefakte und erwarb sich europaweit einen ausgezeichneten Ruf als Antiquar und Kenner der Antike. Er zählte zu einem Netz europäischer Gelehrter, Kunstliebhaber, Künstler und Literaten, die sich für die Antike interessierten. Zu ihnen zählten in Rom u. a. die Brüder Agostino und vor allem Annibale Carracci, ein Protégé der Farnese, die Maler Nicolas Poussin und Domenichino, der päpstliche Staatssekretär, Diplomat und Kunsttheoretiker Giovanni Battista Agucchi (1570–1632), der Historiker Malvasia, der Antiquar und Sekretär Maffeo Barberinis, Cassiano dal Pozzo, und Angelonis Neffe, der Kunsttheoretiker und Kunsthistoriker Giovanni Pietro Bellori.

### La historia Augusta da Giulio Cesare infino a Costantino il Magno
1641 kam sein erstes Buch La historia Augusta da Giulio Cesare infino a Costantino il Magno heraus mit einem Kupferstich von Giovanni Lanfranco.  Das Buch ist eine Abhandlung über römische Numismatik. Es enthält im Anhang eine Tafel mit Stichen römischer Münzen, ein umfangreiches Personen- und Sachregister sowie Widmungen an Papst Urban VIII. und – in französischer und in italienischer Sprache – an Ludwig XIII. von Frankreich. Eingestreut in den Text sind lobende Passagen über zeitgenössische Künstler, wie Michelangelo, Raffael, Tizian, die Carracci-Brüder, Annibale Carraccis Schüler Domenichino, Guido Reni, Lanfranco und den jungen Poussin.

## Schriften
Historische Werke
- La historia augusta da Giulio Cesare à Costantino il Magno. Illustrata con la verità delle antiche medaglie da Francesco Angeloni. Roma, Andrea Fei, 1641.[4]
- Historia di Terni. Roma: Andrea Fei 1646.
- Dell'utilità della numismatica. Lettera inedita. Venezia: Pinelli 1811. [Erstausgabe]

Komödien
- Gli irragionevoli amori. Venezia: Bizzardo 1611.
- Flora. 1614.[5]